# Dagmar Svedmark
Elin Dagmar Maria Svedmark, född 1 januari 1893 i Göteborg, död 21 februari 1990 i Borås, var en svensk förskollärare och akvarellist.
Hon var dotter till handelsresanden JA Svedmark och Anna Maria Johansson. Efter avlagd studentexamen 1912 utbildade hon sig till förskollärare 1913. Hon var som konstnär huvudsakligen autodidakt men fick en viss vägledning vid enstaka konstkurser och under studieresor till Nederländerna, Frankrike, Italien och Tyskland. Hon medverkade mycket sparsamt i utställningar och ställde nästan enbart ut med Borås och Sjuhäradsbygdens konstförening på Borås konsthall, och hon medverkade i en samlingsutställning arrangerad av Borås hantverksförening 1933. Hennes konst består av landskapsskildringar i en impressionistisk stil utförda i akvarell. Dagmar Svedmark är begravd på Stadskyrkogården i Alingsås. 